# Michael Engler Młodszy

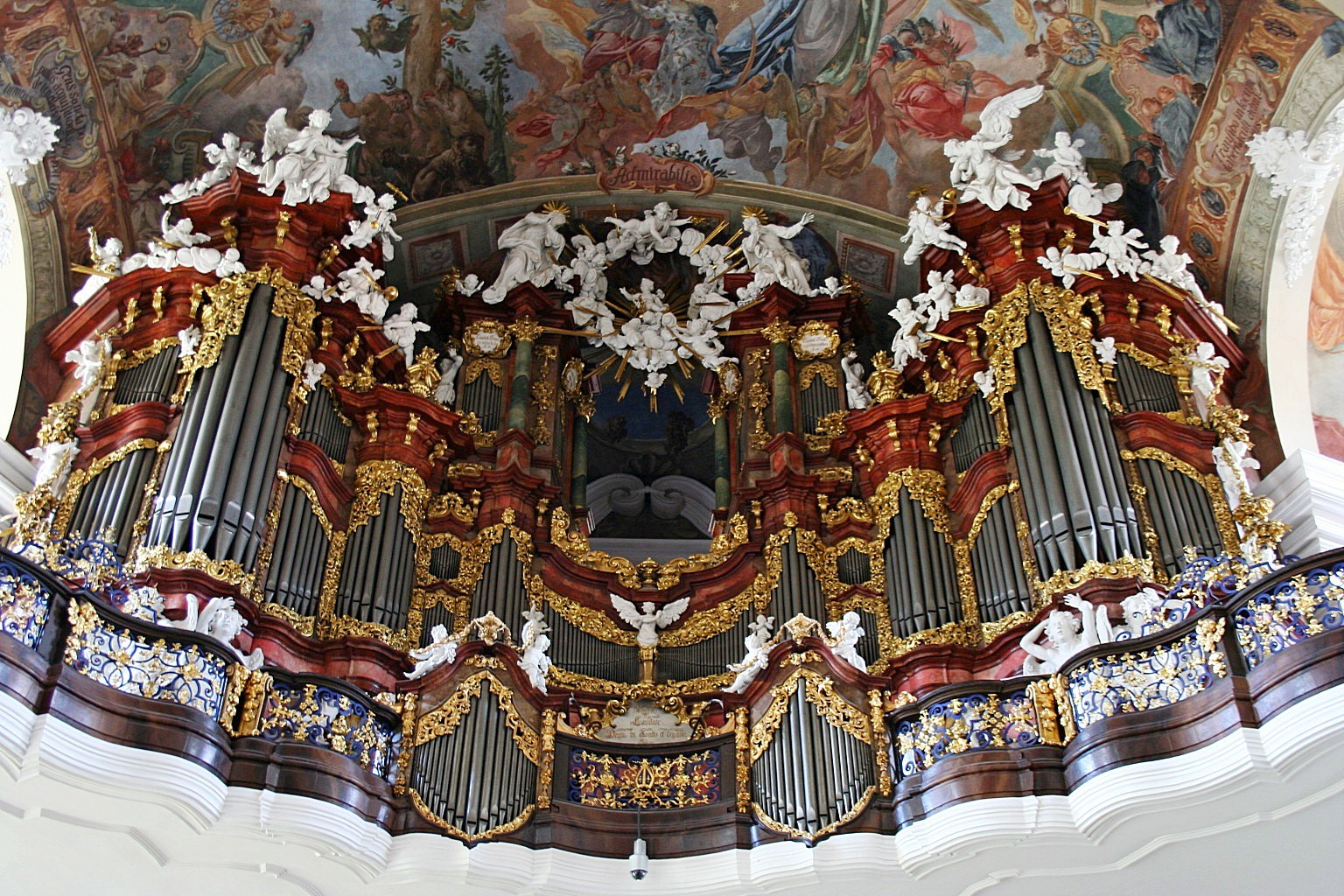
Organy Englera w bazylice krzeszowskiej

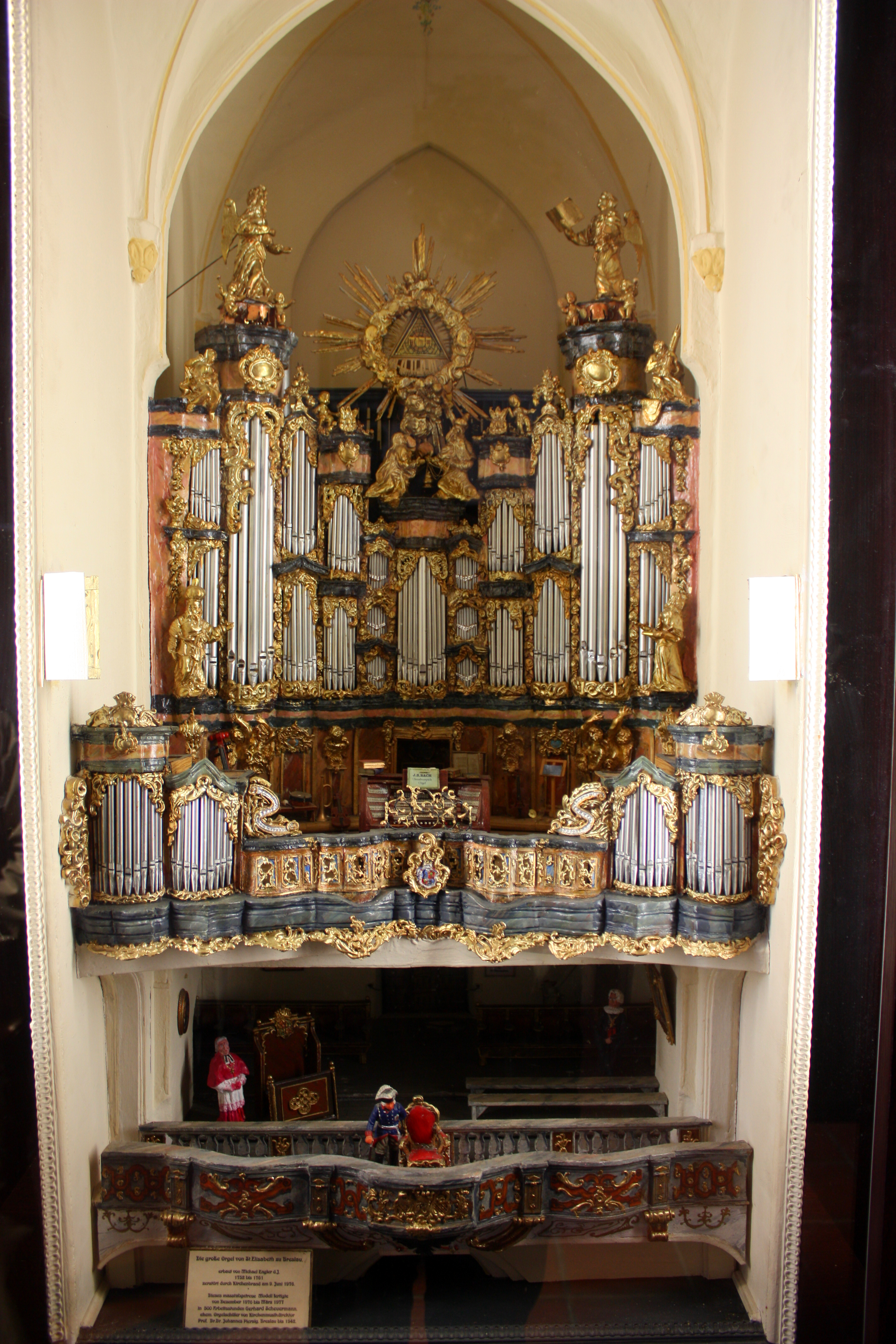
Współczesna miniatura barokowych organów Michaela Englera, które w 1976 strawił pożar, znajdująca się w kościele św. Elżbiety we Wrocławiu

Michael Engler Młodszy (ur. 9 września 1688 we Wrocławiu, zm. 22 sierpnia 1760 tamże) – niemiecki organmistrz.
Pochodził z protestanckiej rodziny organmistrzów, działającej we Wrocławiu. Syn Michała Englera starszego i brat Gottlieba Benjamina. Zawodu uczył się najpierw w rodzinnej pracowni, a później u kilku mistrzów w Saksonii. Opanował też umiejętność gry na organach. Następnie pracował dla ojca, po czym usamodzielnił się zawodowo. Tworzył organy głównie dla świątyń śląskich, choć pojedyncze instrumenty wykonał także dla kościołów Wielkopolski i Moraw.
Do jego dzieł należą m.in. wielkie organy w:
- kościele św. Mikołaja w Brzegu (ukończone pod koniec 1729)
- głównym kościele opactwa w Krzeszowie (1732–1739)
- kościele św. Maurycego w Ołomuńcu (1745–1749)
- kościele św. Elżbiety we Wrocławiu (1750–1761, ukończone pośmiertnie przez jego syna Gottlieba Benjamina Englera i Gottlieba Zieglera)